# Bobby Hutcherson

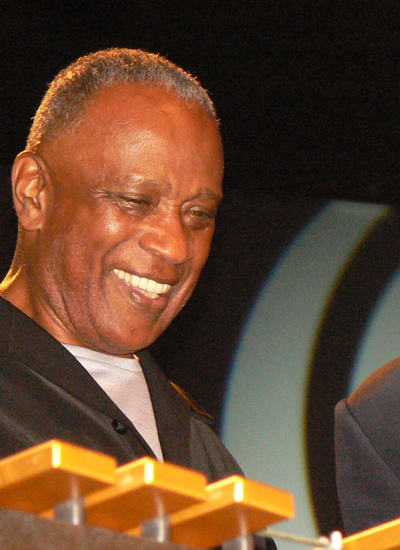
Bobby Hutcherson auf einem Konzert (2007)

Robert „Bobby“ Hutcherson (* 27. Januar 1941 in Los Angeles, Kalifornien; † 15. August 2016 Montara, Kalifornien) war ein US-amerikanischer Vibraphonist des Modern Jazz, der seit den 1970er Jahren auch auf der Marimba sowie vereinzelt auf dem Xylophon hervorgetreten ist. Er gilt als ein Wegbereiter für das moderne Vibraphonspiel im Jazz.

## Leben und Werk
Bobby Hutcherson lernte durch seine Tante mit neun Jahren Klavierspielen und wechselte mit 15, als er die Platte The Giants of Modern Jazz von Milt Jackson hörte (der dort zusammen mit Miles Davis und Thelonious Monk spielte), zum Vibraphon; er nahm Unterricht bei Terry Trotter und Dave Pike. Mit 21 Jahren spielte er gemeinsam mit Don Cherry, Paul Bley und Charles Lloyd; seine erste Platte spielte er unter Curtis Amy ein. 1960 nahm er ebenso mit Les McCann auf. Dann gehörte er zum Al Grey/Billy Mitchell Sextett und tourte durch die USA. Als sie im Birdland in New York spielten, blieb er dort. Er wurde von Jackie McLean engagiert; ab 1963 nahm er für Blue Note Records erste Platten als Begleiter auf, darunter wichtige Aufnahmen von Grant Green (Idle Moments, 1963 und Street of Dreams, 1964), Jackie McLean (Destination… Out!, 1963), Andrew Hill (Judgment!, 1964) und von Eric Dolphy (Out to Lunch, 1964). Auch konnte er Ende 1963 sein erstes Album The Kicker für dieses Label einspielen. Im Jahr 1965, als sein nächstes Album Dialogue erschien, gehörte er zum avantgardistischen Quartett von Archie Shepp, mit dem er auch auf dem Newport Jazz Festival auftrat. Im selben Jahr gehörte er auch zu den dem freien Spiel verpflichteten Gruppen von Charles Tolliver und Grachan Moncur III (die mit Auftritten auf der Impulse-Platte „The New Wave in Jazz“ dokumentiert wurden). Zur selben Zeit spielte er mit Dexter Gordon und John Patton Alben ein, die mehr dem Mainstream verpflichtet waren.
Seit 1965 folgten vermehrt eigene Aufnahmen mit bekannten Sidemen wie Joe Henderson oder Sam Rivers. Seine frühen Platten zeigen ihn in der Nähe des Free Jazz. 1968 kehrte er wieder nach Kalifornien zurück, wo er mit Harold Land von 1969 bis 1971 eine Gruppe bildete und bei Gerald Wilson spielte. Während der 1970er Jahre lernte er außerdem Marimba und machte regelmäßig mit eigenen Alben auf sich aufmerksam. Auf Solo Quartett spielt er auf der A-Seite im Playbackverfahren Vibraphon, Xylophon, Marimba, Bassmarimba, Glockenspiel, Röhrenglocken und Boo-bam.

In seinen späteren Aufnahmen mit Harold Land (ab 1981) orientierte er sich stärker an den Errungenschaften des Westküsten-Idioms. Während der 1980er war er Mitglied der Timeless All Stars, zu denen neben Land auch Curtis Fuller, Cedar Walton, Buster Williams und Billy Higgins gehörten. Neuere Aufnahmen mit McCoy Tyner zeigen seine Präzision. Mit Land of Giants liegt seit 2003 ein jüngeres Dokument dieser Zusammenarbeit vor.

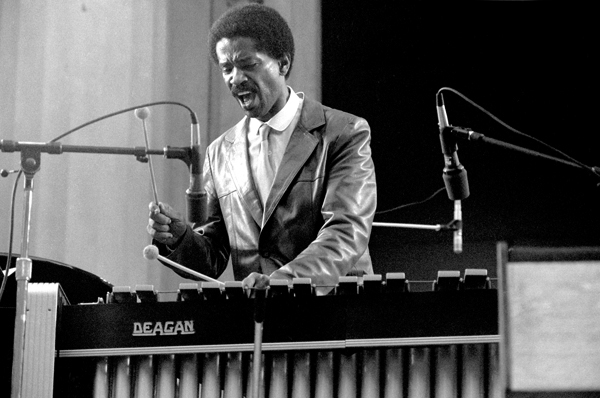
Bobby Hutcherson 1982 beim Berkeley Jazz Festival

Er war auch an Alben von Musikern wie Dizzy Gillespie, John Handy, Prince Lasha, Ella Fitzgerald, Sonny Stitt, McCoy Tyner, Chico Freeman, Freddie Hubbard, Sonny Rollins, Pharoah Sanders, John Hicks, Abbey Lincoln oder Barney Kessel beteiligt. In den 2000er Jahren spielte er im SFJazz Collective um Joshua Redman.
2010 erhielt er die NEA Jazz Masters Fellowship. Zu seinen Ehren produzierte Rob Crocker 2012 eine Hommage im New Yorker Jazzclub Birdland, an der Jay Hoggard, Steve Nelson, Mark Sherman und Warren Wolf am Vibraphon, sowie George Cables, Buster Williams und Victor Lewis beteiligt waren.
Bobby Hutcherson starb am 15. August 2016 im Alter von 75 Jahren in Montara in der Nähe von San Francisco.

### Stilistik
Hutchersons Stil zeichnet sich durch einige spieltechnische Besonderheiten aus: Er benutzte kaum das Pedal, also spielte er keine langanhaltenden Klänge (einzelne Töne schon), vor allem keine gebrochenen (arpeggierten) Akkorde, wie es sehr viele andere Vibraphonisten machen. Er spielte außerdem ohne Vibrato und bereits seit den frühen 1960ern mit vier Schlägeln. Nach Joachim-Ernst Berendt hat er „auf diese Weise überraschend reiche, manchmal in die Nähe der elektronischen Musik gehende Klänge gefunden.“ Als Begleiter wurde sein offener Klang von Solisten geschätzt, seine Vibraphonbegleitung ließ dem Solisten Raum für die Entwicklung eigener Ideen.
Klanglich wird sein Stil teilweise dem Hard Bop zugeordnet, denn er spielte viel mit Musikern aus dieser Richtung (z. B. Jackie McLean oder Herbie Hancock). Seine frühe Zusammenarbeit mit Hancock, etwa auf Components (1965), hatte aber experimentellen Charakter. Ein späteres Beispiel ist das Stück Minuit Aux Champs-Elysées auf dem Soundtrack Round Midnight (1985) zum gleichnamigen Film von Bertrand Tavernier mit Dexter Gordon. Zunächst war er jedoch im West-Coast-Jazz verwurzelt, bereitete dann den Avantgarde Jazz vor, um in den 1970ern eine Art „Pseudo-Fusion“ zu spielen und schließlich wieder zu seinen Anfängen zurückzukehren.

## Diskografische Hinweise
- For Sentimental Reasons (2007)
- Skyline (1999)
- Landmarks (1992)
- Mirage (1991)
- Ambos Mundos (1989)
- Essence: The Timeless All-Stars (1986)
- In the Vanguard, 32 Jazz (1986)[8]
- Color Schemes (1985) mit Mulgrew Miller (p)
- Four Seasons (1983)
- Farewell Keystone (1982)
- Solo/Quartet (1981) Seite 2 mit McCoy Tyner (p)
- Un Poco Loco (1979)
- The View from the Inside (Blue Note, 1977)
- Inner Glow (1975)
- Montara (Blue Note, 1975)
- Linger Lane (Blue Note Japan, 1975)
- Cirrus (Blue Note, 1974)
- Live at Montreux (1973) mit Hotep Galeta
- Natural Illusions (1972)
- San Francisco (Blue Note, 1971)
- Now! (1969)
- Patterns (1968)
- Total Eclipse (Blue Note, 1968)
- Oblique (1967)
- Happenings (Blue Note, 1966)
- Dialogue (Blue Note, 1965)
- Spiral (1965)
- Components (1965)